# Piràmide d'Hel·linikon

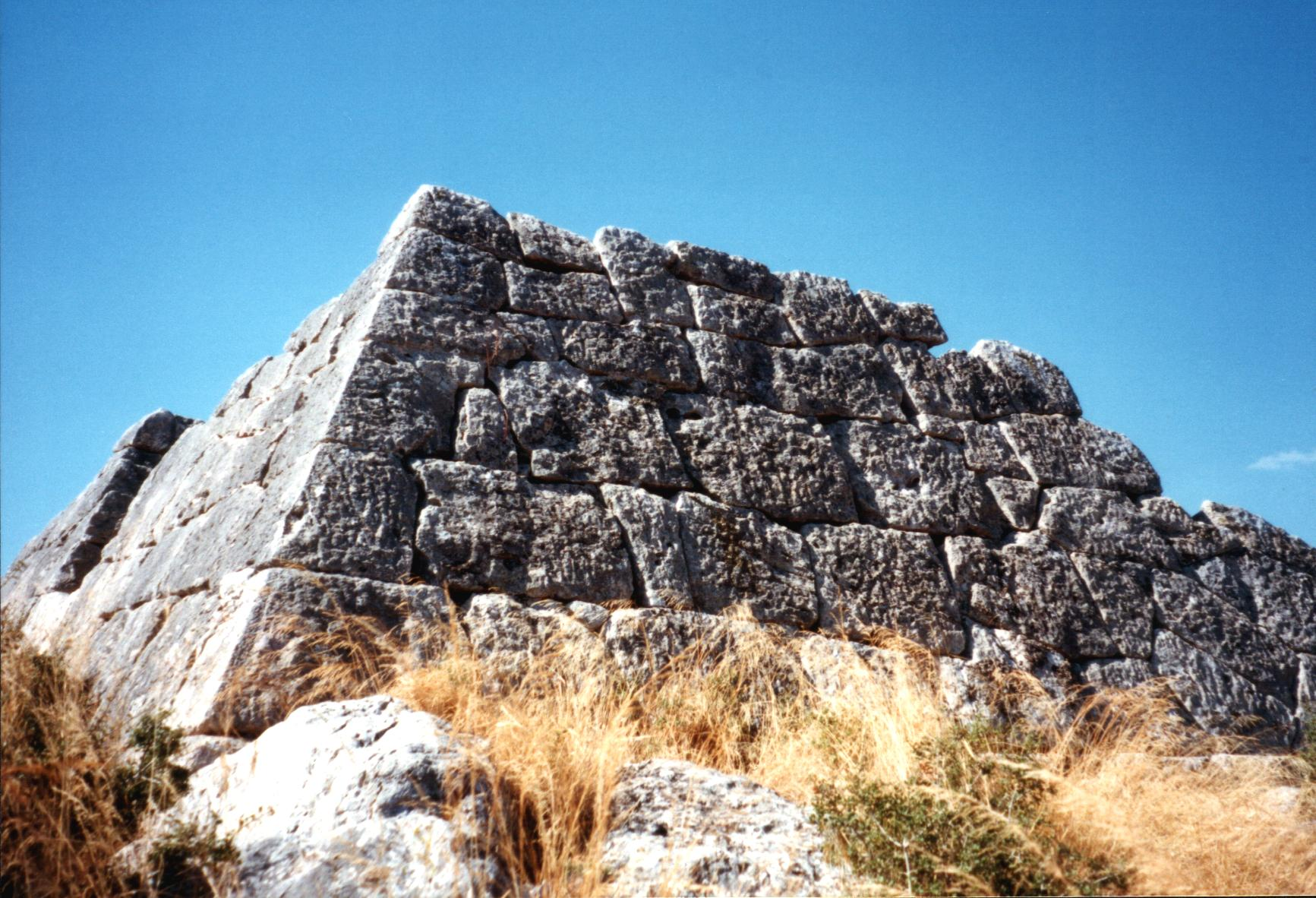
La piràmide d'Hel·linikon

Les piràmides gregues, també conegudes com a piràmides d'Argòlida, són diverses estructures situades a la plana d'Argòlida a Grècia. La més coneguda és la piràmide d'Hel·linikon. L'opinió predominant en situa la construcció a la fi del segle iv aC, encara que alguns han pretés demostrar que es tracta d'una obra prehistòrica. En l'època del geògraf Pausànias es creia que era una tomba. Hi ha investigadors del segle xx que han suggerit altres possibles usos per a aquesta edificació.

## Ubicació
Hi ha almenys dues estructures semblants a les piràmides que es conserven encara: una a Hel·linikon i l'altra a Liguri, un poble prop de l'antic teatre d'Epidaure.
A la vora sud-est de la plana d'Argòlida, prop de les deus del riu Eràsinos (hui Kefalari) i en la principal via de comunicació que en l'antiguitat conduïa des d'Argos fins a Tegea i la resta d'Arcàdia i Cinúria, se situa la petita estructura, inacabada, coneguda com la «piràmide d'Hel·linikon».

## Referències històriques

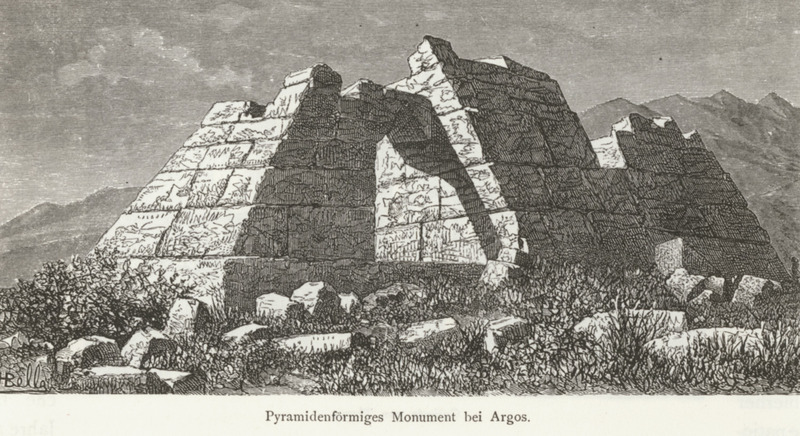
Il·lustració de la piràmide de 1887